# バッファロー (原子力潜水艦)
|          |                                           |
| 艦歴     |                                           |
| 発注     | 1976年2月23日                             |
| 起工     | 1980年1月25日                             |
| 進水     | 1982年5月8日                              |
| 就役     | 1983年11月5日                             |
| 除役     | 2017年5月26日                             |
| 除籍     | 2019年1月30日                             |
| その後   | 除籍                                      |
| 母港     | グアム                                    |
| 性能諸元 |                                           |
| 排水量   | 満載：6,142 トン、基準：5,771 トン        |
| 全長     | 110.3 m (362 ft)                          |
| 全幅     | 10 m (33 ft)                              |
| 喫水     | 9.7 m (32 ft)                             |
| 最大速   | 水上25 kt (46 km/h)、水中30+ kt (56 km/h) |
| 潜行深度 | 290 m (950 ft)                            |
| 機関     | S6G reactor 1基                           |
| 乗員     | 士官12名、兵員98名                        |
| モットー |                                           |
|          |                                           |

バッファロー(USS Buffalo, SSN-715)は、アメリカ海軍のロサンゼルス級原子力潜水艦の28番艦。艦名はニューヨーク州バッファローに因んで命名された。都市名を持つ艦としては未完成のファーゴ級軽巡洋艦5番艦(CL-110)以来3隻目だが、初代バッファロー(CL-99)も起工直後に空母バターン (CVL-29)に改名・改造されているため、バッファローの名で就役したのは初めてである。ハルナンバー採用以前の2隻の「バッファロー号」はアメリカバイソンの通称に由来するといわれる。

## 艦歴
バッファローの建造は1976年2月23日にバージニア州ニューポート・ニューズのニューポート・ニューズ造船所に発注され、1980年1月25日に起工した。1982年5月8日にジョアン・ケンプ夫人によって命名、進水し、1983年11月5日にG・マイケル・ヒューイット艦長の指揮下就役した。
1999年にバッファローはドライデッキ・シェルター(Dry Deck Shelter, DDS)の搭載ができるように改修が行われた。2002年にはハワイ州真珠湾で乾ドック入りし、ハワイで核燃料を補給した最初の艦となった。
2005年11月後半には内蔵衛星通信機で情報収集できる水中グライダーを格納するためにDDSが使用された。2017年5月、退役した。